# Gusttavo Lima - EP
Gusttavo Lima - EP é o primeiro EP do cantor e compositor  brasileiro Gusttavo Lima, lançado em 26 de junho de 2012 pela Som Livre apenas digitalmente, trazendo duas músicas tiradas de seu terceiro álbum ao vivo, Ao Vivo em São Paulo, e uma versão remixada de "Gatinha Assanhada".

## Faixas
| N.º | Título                             | Compositor(es)               | Duração |  |
| 1.  | "Gatinha Assanhada" (ao vivo)      | Alex Ferrari / Gabriel Valim | 3:11    |  |
| 2.  | "As Mina Pira na Balada" (ao vivo) | Gabriel Valim                | 2:58    |  |
| 3.  | "Gatinha Assanhada" (remix)        | Alex Ferrari / Gabriel Valim | 4:04    |  |